# Мухрада-Центр
Мухрада-Центр (араб. ناحية مركز محردة‎‎) — нохія у Сирії, що входить до складу району Мухрада провінції Хама. Адміністративний центр — м. Мухрада.
| Сирія | Це незавершена стаття з географії Сирії. Ви можете допомогти проєкту, виправивши або дописавши її. |